# Ilha Killiniq
A ilha Killiniq é uma ilha desabitada junto à costa norte-oriental do Canadá, no extremo norte do Labrador, entre a Baía de Ungava e o Mar do Labrador. Faz parte do Arquipélago Ártico Canadiano.
Com área de 269 km², é atravessada pela única fronteira terrestre entre Nunavut e a província de Terra Nova e Labrador, que termina junto ao Cabo Chidley. A fronteira com o Québec segue ao longo da costa da ilha.
O seu relevo está ainda definido pela cordilheira Ártica.